# Teseo Tesei
Teseo Tesei (Marina di Campo, 3 gennaio 1909 – La Valletta, 26 luglio 1941) è stato un militare e inventore italiano.
Maggiore del Genio navale della Regia Marina, brevettato palombaro, prestò servizio come operatore della Xª Flottiglia MAS durante la seconda guerra mondiale, venendo decorato con la medaglia d'oro al valor militare alla memoria per il coraggio dimostrato durante l'ultima missione.

## Biografia
Nacque a Marina di Campo, sull'isola d'Elba, il 3 gennaio 1909, ultimo degli otto figli di Ulisse, armatore di una piccola flotta dedita al trasporto di vini oltreoceano, e di Rosa Carassale. Dopo aver frequentato il ginnasio del Liceo Classico Michelangiolo di Firenze, entrò nella Regia Accademia Navale di Livorno nel corso del 1925.
Nel 1930 frequentò il Corso Normale del Corpo del genio navale presso l'Accademia di Livorno, uscendone l'anno successivo con il grado di Tenente G.N. Nel 1933 conseguì a pieni voti la laurea alla Scuola di Ingegneria Navale di Napoli, ottenendo il brevetto da palombaro l'anno successivo presso la Regia scuola palombari di La Spezia.
Assegnato alla 1ª Flottiglia sommergibili di La Spezia, ebbe numerosi incarichi su unità subacquee e di superficie. Promosso Capitano G.N., partecipò alla guerra civile spagnola come volontario.
Allo scoppio della seconda guerra mondiale, venne assegnato alla V Squadriglia della 1ª Flottiglia MAS, di stanza a La Spezia. Nell'agosto dello stesso anno, come riconoscimento dei suoi studi sui mezzi d'assalto, ricevette la Medaglia d'Oro di 1ª Classe per aver ideato invenzioni utili alla Marina.
A fine agosto del 1940 partecipò alle operazioni di recupero dell'equipaggio del sommergibile Iride, affondato da aerosiluranti inglesi nel Golfo di Bomba mentre era in missione nel tentativo di portare mezzi d'assalto in prossimità della base inglese di Alessandria d'Egitto con l'intento di violarla. Per l'ardimento dimostrato durante l'operazione di salvataggio, fu insignito della Medaglia d'argento al valor militare e promosso al grado di Maggiore G.N. nel dicembre dello stesso anno.

### L'attacco a Malta
Nella notte fra il 25 e il 26 luglio 1941 prese parte all'operazione Malta Due, nome assegnato dalla Regia Marina all'azione di forzamento della base navale britannica di La Valletta a Malta: in azione congiunta, due SLC dovevano far saltare le reti di protezione del porto, in modo tale da consentire a sei barchini esplosivi di dirigersi sulle navi indifese, poste in rada.
Tuttavia, a causa di guasti tecnici non ben definiti accaduti sull'altro SLC, venne accumulato, nelle operazioni di collocazione delle cariche, un ritardo che rischiava di far saltare l'intera operazione; per non compromettere quindi la missione dei barchini esplosivi, il Tesei decise deliberatamente di «spolettare a zero», rinunciando cioè ad allontanarsi dall'arma prima che esplodesse sotto l'obiettivo, sacrificandosi in tal modo insieme con il 2º capo palombaro Alcide Pedretti.
Per tale atto eroico fu insignito della medaglia d'oro al valor militare alla memoria.  Nel 1942 l'Università di Padova lo onorò conferendogli la laurea ad "honorem alla memoria".
Il vicegovernatore di Malta, sir Edward Jackson, ricordando l'episodio il 4 ottobre 1941 scrisse: Nel luglio scorso gli italiani hanno condotto un attacco con grande decisione per penetrare nel porto, impiegando MAS e "siluri umani" armati da "squadre suicide" (…). Questa impresa ha richiesto le più alte doti di coraggio personale.

## Il siluro a lenta corsa
Durante gli studi all'Accademia Navale di Livorno, il Tesei cominciò a pensare, insieme con l'amico Italo Piccagli, a come si potesse ammodernare e rinnovare il progetto della mignatta (torpedine semovente) realizzata da Raffaele Rossetti e Raffaele Paolucci durante la prima guerra mondiale. Nel 1935, con l'ausilio dell'ingegnere navale Elios Toschi, ideò un siluro a bassa velocità (siluro a corsa lenta), che consentisse a due operatori muniti di respiratori di pilotarlo navigando sott'acqua, in modo tale che potessero dirigersi indisturbati sotto il bersaglio per attaccarlo; a causa della sua forma tozza, il siluro a lenta corsa venne ribattezzato maiale.
Tuttavia, per riuscire nell'intento di guidare con efficacia il siluro, era necessario progettare un respiratore che consentisse ai sommozzatori di restare sott'acqua per lunghi periodi. In quegli anni esisteva già un autorespiratore a ossigeno a ciclo chiuso, denominato  maschera di Davis, che veniva utilizzato per uscite di emergenza dagli equipaggi di sommergibili in avaria; tale dispositivo si era comunque dimostrato nel tempo scarsamente affidabile e dotato di ridotta autonomia.
All'epoca stava lavorando da tempo sul problema della maschera di Davis il comandante Angelo Belloni, abile tecnico e autore di studi sulla subacquea; unendo le forze, Tesei e Belloni riuscirono ad incrementare l'autonomia del respiratore da 20 minuti ad alcune ore, aumentandone nel contempo l'affidabilità. Il nuovo respiratore, denominato modello 49/bis, venne approvato nel luglio del 1936.

## Riconoscimenti
A Teseo Tesei sono stati intitolati l'aeroporto di Marina di Campo, la scuola elementare di Marina di Campo, il circolo Teseo Tesei all'isola d'Elba, una scuola media di Livorno e il COMSUBIN (Comando subacquei e incursori "Teseo Tesei" appunto), il cui nome ufficiale è Raggruppamento subacquei e incursori Teseo Tesei. Si tratta del raggruppamento della Marina Militare incaricato di svolgere le operazioni di guerra non convenzionale in ambiente acquatico. Assieme al reggimento Col Moschin dell'Esercito, al GIS dei Carabinieri e agli Incursori del 17º Stormo dell'Aeronautica militare costituiscono una delle forze speciali italiane.

### Periodici
- Medaglie d'Oro eccellenti: Teseo Tesei, in Il Nastro Azzurro, n. 6, Roma, Istituto del Nastro Azzurro, novembre-dicembre 2009,  pp. 28-29.